# Tuyến nước bọt
Tuyến nước bọt ở động vật có vú thuộc loại tuyến ngoại tiết, có ống tuyến và nang tuyến, vai trò là sản xuất nước bọt. Chúng cũng chế tiết amylase, một enzym cắt tinh bột thành maltose.

## Mô học
Tuyến nước bọt được chia thành các thùy. Mạch máu và thần kinh đi vào tuyến ở rốn tuyến và dần dần chia nhánh vào các thùy.

### Nang tuyến
Các tế bào chế tiết hợp lại thành nang tuyến. Các nang tuyến sẽ đổ vào hệ thống ống tuyến. Có ba loại nang tuyến nước bọt, đó là nang nhầy, nang nước, và nang hỗn hợp tùy thuộc vào loại tế bào chế tiết của nang. Mỗi nang gồm một hàng tế bào, xung quanh là màng đáy, và bên ngoài là tế bào cơ - biểu mô, có nhiệm vụ co bóp để đẩy nước bọt vào ống tuyến.

### Ống tuyến
Các ống tuyến nhỏ sẽ hợp lại để tạo thành ống gian tiểu thùy, rồi ống gian thùy, cuối cùng đổ vào ống chính và đổ vào miệng. Thành ống tuyến lớn sẽ giống với biểu mô niêm mạc miệng, biểu mô lát tầng không sừng hóa.
Nước bọt có pH kiềm, sẽ nhanh chóng bất hoạt trong môi trường acid của dịch vị

## Giải phẫu
Có rất nhiều tuyến nước bọt, gồm các tuyến nước bọt chính và các tuyến nước bọt phụ. Các tuyến nước bọt chính bao gồm:
Tuyến mang tai: là tuyến lớn nhất, là tuyến nước bọt tiết thanh dịch, ống tiết là ống Stenon, chạy ở mặt ngoài cơ cắn, đổ vào miệng ở mặt trong má tương ứng vị trí răng số 7 hàm trên
Tuyến dưới hàm: là tuyến nước bọt hỗn hợp, ống tiết là ống Wharton
Tuyến dưới lưỡi: bao gồm rất nhiều tuyến nhỏ, là tuyến nước bọt hỗn hợp

## Chi phối thần kinh
Tuyến nước bọt hoạt động nhờ sự cân bằng giữa hệ thần kinh giao cảm và hệ thần kinh phó giao cảm.
Các sợi phó giao cảm đến tuyến nước bọt trong các dây thần kinh sọ. Tuyến mang tai nhận các sợi đi trong dây thiệt hầu (dây sọ IX) qua hạch tai, trong khi tuyến dưới hàm và dưới lưỡi nhận các sợi đi trong dây mặt (sọ VII) qua hạch dưới hàm.
Phần giao cảm chi phối cho tuyến nước bọt xuất phát từ các đốt Cổ 1 đến Cổ 3, các sợi tiền hạch đến synap ở các hạch cổ trên, các sợi hậu hạch sẽ đi đến tuyến nước bọt.
Kích thích hệ giao cảm và phó giao cảm đều làm tăng tiết nước bọt. Dùng atropin (chất ức chế phó giao cảm) sẽ gây giảm tiết nước bọt.

## Vai trò
Vai trò nội tiết: mới được phát hiện ở tuyến nước bọt. Nó đảm bảo sự tăng sản những tổ chức trung mô như sụn, xương răng, sợi chun, hệ thống lưới nội mô, tổ chức liên kết và tạo máu. Hormon tuyến nước bọt là parolin
Vai trò tiêu hóa: nước bọt làm ướt và tan thức ăn, củng cố vị giác, thủy phân tinh bột
Vai trò bảo vệ: cuốn trôi vi khuẩn, tạo pH kiềm, hỗ trợ tái khoáng men răng, và có các chất diệt khuẩn, kháng thể
Vai trò bài tiết: những chất ngoại lai đưa vào cơ thể có thể nhanh chóng tìm thấy ở nước bọt